# Rắn Aesculape
Rắn Aesculape (Danh pháp khoa học: Zamenis longissimus, trước đây là Elaphe longissima) là một loài rắn trong họ Rắn nước, thuộc nhóm rắn săn chuột. Loài này được Laurenti mô tả khoa học đầu tiên năm 1768. một loài rắn lành có màu sắc đẹp, sống phổ biến ở châu Âu. Đây là con rắn đặc biệt vì nó là biểu tượng của y học phương Tây với hình dáng một con rắn quấn quanh cây gậy tượng trưng cho sự khôn ngoan, khả năng chữa trị bệnh tật.

## Thần thoại
Theo thần thoại cổ Hy Lạp, vị thần Esculape, con trai của thần Apollo được xem là ông tổ ngành y dược, trên đường đi thăm bạn gặp một con rắn, ông đưa cây gậy ra, con rắn bám lấy và bò lên quấn quanh cây gậy của ông. Thấy vậy, thần Esculape (Asclepius) lấy cây gậy đập xuống đất để giết chết con rắn. Nhưng, một con rắn khác bò tới, miệng ngậm thảo dược để cứu con rắn kia. Cũng từ đây, ông tìm kiếm các loại cây cỏ trên núi để chữa bệnh cứu sống con người. Vì vậy, để khắc họa vị thần Esculape, người ta thường để thần cầm một chiếc gậy làm bằng gỗ cây nguyệt quế và một con rắn quấn chung quanh.
Một câu chuyện khác kể rằng khi Aesculapius khám bệnh cho Glaukos, người bị sét đánh chết, thì một con rắn lượn vào phòng. Ông rất ngạc nhiên, và phản ứng bằng cách lấy cây gậy đập chết con rắn. Ông càng ngạc nhiên hơn khi thấy một con rắn khác xuất hiện, và con rắn này đặt vào miệng con rắn bị giết một loại cỏ, và nó lập tức sống lại. Từ đó, con rắn được xem là đầy tớ của Aesculapius, tượng trưng cho sự thông thái, trường thọ, và tái sinh.
Con rắn này có tên là Elaphe longissima, Về sau, người ta dựng tượng vị thần y cùng con rắn vì con rắn đã góp công chống lại dịch bệnh, tương truyền có thời gian La Mã bị dịch, người bệnh phải dâng ly rượu cúng thần Esculape mong tai qua nạn khỏi. Dựa vào truyền thuyết trên, ngành y đã dùng biểu tượng con rắn quấn quanh cây gậy phép của Esculape. Con rắn quấn quanh cây gậy tượng trưng cho sự khôn ngoan, khả năng chữa trị bệnh và kéo dài tuổi thọ. Sau này, phần lớn các trường y trên thế giới đều có biểu tượng là cây gậy với một con rắn quấn quanh (còn gọi là gậy Aesculapius).
Cũng theo truyền thuyết, loài rắn đã được đưa đến La Mã để cứu nguy cho người dân bị nạn dịch hạch đang gieo rắc nỗi khiếp đảm lúc bấy giờ. Có người còn cho rằng, những con rắn của thần Esculape đã chữa bệnh cho người bằng cách liếm các vết thương của người bệnh trong lúc họ đang ngủ. Tương truyền, người bệnh muốn được chữa bệnh sẽ mang lễ vật đến đền thờ Asklepios và ngủ đêm tại đó. Với sự giúp đỡ của các tu sĩ, người bệnh sẽ thấy Asklepios hiện ra, ra lệnh cho con rắn bò tới liếm trên người bệnh nhân. Sáng dậy, người bệnh cảm thấy mình hoàn toàn khỏi bệnh. 